# Harrislee
Harrislee é um município da Alemanha localizado no distrito de Schleswig-Flensburg, estado de Schleswig-Holstein.